# بريمية فاينية
بريمية فاينية (الاسم العلمي:Leptospira fainei) هي نوع من البكتيريا تتبع جنس البريمية من فصيلة نظيرات البريمية.